# Letizia Bertoni
Letizia Bertoni (née le 5 mars 1937 à Milan) est une athlète italienne spécialiste du sprint, des courses de haies. Elle se distingue avec l'équipe italienne de relais 4 × 100 mètres en remportant une médaille de bronze à Berne lors des championnats d'Europe 1954, et en étant finaliste des Jeux en 1956 et en 1960.

## Biographie

### Palmarès
| Date | Compétition           | Lieu      | Résultat | Épreuve   | Performance |
| ---- | --------------------- | --------- | -------- | --------- | ----------- |
| 1954 | Championnats d'Europe | Berne     | 3e       | 4 × 100 m | 46 s 6      |
| 1956 | Jeux olympiques d'été | Melbourne | 5e       | 4 × 100 m | 45 s 7      |
| 1960 | Jeux olympiques d'été | Rome      | 5e       | 4 × 100 m | 45 s 80     |

### Records
| Épreuve         | Performance | Lieu | Date |
| --------------- | ----------- | ---- | ---- |
| 200 mètres      | 24 s 6      |      | 1961 |
| 80 mètres haies | 11 s 0      |      | 1963 |